# Agents of Anarchy
Az Agents Of Anarchy a Sex Pistols válogatásalbuma.

## Az album dalai

### Első lemez
1. Submission – 4:31
2. Did You No Wrong – 3:24
3. Whatcha Gonna Do About It – 4:25
4. Feedback – 1:35
5. New York – 3:56
6. Substitute – 3:22
7. Liar – 3:27
8. No Lip – 3:23
9. Anarchy in the U.K. (Dave Goodman's Disco Mix) – 3:51
10. The Last Interview – 23:39

### Második lemez
1. Pretty Vacant – 3:00
2. No Feelings – 2:53
3. I Wanna Be Me – 3:12
4. I'm a Lazy Sod – 2:09
5. Submission – 4:16
6. C'mon Everybody – 1:56
7. Search & Destroy – 3:05
8. Anarchy in the U.K. – 4:09
9. Satellite – 4:07
10. No Lip – 3:18
11. God Save the Queen – 3:42
12. My Way – 2:56
13. Bill Grundy Interview – 1:35

## Közreműködők
- Johnny Rotten – ének
- Steve Jones – gitár, basszusgitár
- Paul Cook – dob
- Glen Matlock – basszusgitár
- Sid Vicious – basszusgitár, vokál